# Clavellopsis tomoi
Clavellopsis tomoi is een eenoogkreeftjessoort uit de familie van de Lernaeopodidae. De wetenschappelijke naam van de soort is voor het eerst geldig gepubliceerd in 1974 door Stadtler.